# لینارولو
لینارولو (به ایتالیایی: Linarolo) یک کومونه در ایتالیا است که در استان پاویا واقع شده‌است. لینارولو ۱۲٫۳ کیلومتر مربع مساحت و ۲٬۲۰۰ نفر جمعیت دارد و ۷۶ متر بالاتر از سطح دریا واقع شده‌است.